# Quarantine (Roman)
Quarantine (auf Deutsch auch Quarantäne) ist ein Science-Fiction-Roman des australischen Schriftstellers Greg Egan. Die englische Ausgabe wurde im Jahr 1992 von Century/Legend in London veröffentlicht. Die deutsche Ausgabe wurde im Jahr 1993 von Bastei Lübbe in Bergisch Gladbach veröffentlicht. Die Übersetzung stammt von Jürgen Martin. Der Roman beschreibt eine Ergründung des Zwischenspiels zwischen der Kopenhagener Deutung der Quantenmechanik und dem menschlichen Bewusstsein, dessen fiktive Konsequenzen mehr wegen des Unterhaltungswertes als der Wahrscheinlichkeit ihrer Korrektheit gewählt wurden.

## Konzepte
Mods: Umgangssprachliche Bezeichnung für neurale Modifikationen, die es den Menschen erlauben ihre Emotionen zu kontrollieren sowie neue Fähigkeiten zu erlangen. Illegale Mods können zudem zur Gedankenkontrolle genutzt werden.
Loyalitätsmod: Illegaler Mod, mit welchem die Loyalität für eine bestimmte Überzeugung aufgezwungen werden kann.
Eigenmod: Spezieller Mod, mit welchem die Bereiche des Gehirns deaktiviert werden, welche durch Beobachtung den Kollaps einer quantenmechanischen Wellenfunktion gemäß der Kopenhagener Deutung verursachen. Diese sind nach der Schrödinger-Gleichung die Eigenzustände des Hamilton-Operators, woher die Benennung stammt. Mit dem Eigenmod können Menschen zudem selbst in einen Quantenzustand übergehen, was als Verschmierung bezeichnet wird. Im verschmierten Zustand sind mehrere Handlungen gleichzeitig real und nach Erfolg von einer davon kann die Deaktivierung des Eigenmods die subjektive Realität auf genau die gewünschte kollabieren. Dies führt zu Diskussionen über verschiedenen Ansichten zu Ethik und Moral, da das Ende alternativer Versionen gewissermaßen mit Morden gleichzusetzen ist. Bei Verwendung des gleichen Eigenmods durch zwei verschiedene Menschen kann es zudem zur Quantenverschränkung ihrer verschmierten Versionen kommen.
Ensemble: Mysteriöse Organisation, welche für die Entwicklung des Eigenmods verantwortlich ist und zudem zusätzliche Hilfe über den Loyalitätsmod rekrutiert. Es bleibt unklar, was genau das Ensemble ist oder welche Ziele es verfolgt. Da der Loyalitätsmod das Ensemble jedoch zur wichtigsten Sache im Leben macht, ist umgekehrt diese Sache per Definition das Ensemble und unterliegt dadurch der individuellen Wahrnehmung.
Kanon: Teil des Ensembles, welcher durch den Loyalitätsmod zur Kooperation gezwungen wird.

## Handlung
Am 15. November 2034, später bekannt als Blasentag, wird das komplette Sonnensystem von einer riesigen und undurchdringlichen Blase mit einem Radius von zwölf Billionen Kilometer (doppelter Radius des Orbit von Pluto) einschlossen. Sowohl die dafür verantwortlichen Außerirdischen als auch ihre Beweggründe sind komplett unbekannt, vermutet wird jedoch die Verhinderung der Ausbreitung der Menschheit im Universum. Als Konsequenz sind die Sterne nicht mehr zu sehen und der Himmel ist vollständig schwarz, weshalb Panik sowie Klaustrophobie sich ausbreiten und es sogar zu terroristischen Attentaten kommt.
Am 23. Dezember 2067 wird der Detektiv Nick Stavrianos, welcher nach dem Tod seiner Frau mithilfe von Mods eine Phase der Trauer darüber konsequent verhinderte und als Folge aus dem Polizeidienst entlassen wurde, von der psychiatrischen Einrichtung Hilgemann angeheuert, das mysteriöse Verschwinden von Laura Andrews aufzuklären, einer am Blasentag geborenen und stark zurückgebliebenen Frau. Diese hatte bereits bei einem früheren Vorfall ihr Zimmer verlassen. Mithilfe seiner Mods untersucht Nick die Ladungslisten verschiedener Flüge, da Laura mit einer speziellen Droge in einen komaartigen Zustand versetzt und so anstatt einer richtigen Leiche als diese geschmuggelt werden konnte. Nachdem sich sein Verdacht bei einem Flug nach New Hong Kong erhärtet, fliegt Nick hinterher und findet bei Nachforschungen in der Stadt tatsächlich einen Raum mit Hinweisen, dass Laura in diesem gefangen gehalten wurde. Daraufhin nimmt ihn das Ensemble gefangen und befragt ihn, wobei Nick jede tiefere Kenntnis über die Hintergründe für die Entführung abstreitet und vermutet, anonym von Familienangehörigen anderer Patienten im Hilgemann angeheuert worden zu sein. Obwohl das Ensemble ihm nicht glaubt, wird Nick anschließend mithilfe des Loyalitätsmods zur Kooperation gezwungen und anschließend in den Kanon integriert.
Nick erfährt vom Ensemble, dass durch das Studium von Laura der Eigenmod entwickelt wurde. Mit der Entdeckung der den Kollaps eines Quantenzustandes verursachenden Bereiche im Gehirn wurde zudem vermutet, dass das gesamte Universum sich früher in einer quantenmechanischen Superposition befand aber diese bei Galaxien, Sternensystemen und Zivilisationen alleine durch menschliche Beobachtung zerstört wurde. Dies erklärt die Anwesenheit der Blase. Chung Po-Kwai, eine der Entwicklerinnen, hat etwa durch die Benutzung des Eigenmods mithilfe des Tunneleffektes im Schlaf versehentlich ihr verschlossenes Zimmer verlassen. Nick stiehlt im Auftrag des Kanon den Eigenmod von Po-Kwai und macht sich mit der Benutzung vertraut, was Diskussionen über das Ende alternativer Versionen entfacht. Nick äußerst dabei, dass Menschen jederzeit durch ihre Entscheidungen zu etwas werden aber auch zu etwas nicht werden, was der vollkommen natürliche Prozess des Lebens sei.
Nick trifft bei Verwendung des Eigenmods auf Laura, welche sich als eine der Eigenzustände eines als Besuchers entsandten Außerirdischen herausstellt. Dabei besteht dieser Außerirdische aus einer Superposition aller Eigenzustände von Laura, welche bei einer Beendigung der Verschmierung sterben, und kann nur über eine Projektion in ihrem Gehirn überhaupt mit der irdischen Welt interagieren. Laura hatte verschmiert durch die wenige Beobachtung im Hilgemann die gesamte Erde erkundet und war nur unglücklicherweise bei zwei Vorfällen nicht wieder in ihrem Zimmer kollabiert. Nick versteht diese Fähigkeit nun als Geschenk der Außerirdischen, um wieder ins Universum integriert werden zu können. Laura bestätigt, dass die Blase auch zum Schutz der Menschheit vor diesem errichtet wurde und bei einer Verschmierung des gesamten Sonnensystems wegen des Tunneleffektes auch kein Hindernis mehr darstellt. Laura warnt Nick vor einer verschmierten Identität, welche laut ihr nicht mehr die gleichen Ziele verfolgt und zudem mit der von Po-Kwai verschränkt ist.
Lui Kiu-Chung, ein Mitglied des Kanon, transferiert die Fähigkeit zur Verschmierung von einem Mod auf einen Virus mit dem Ziel der Verbreitung auf der ganzen Welt. Nick sucht ihn in verschmiertem Zustand auf und tötet ihn, entscheidet sich dann jedoch gegen die Realisierung dieses Geschehnisses durch die Deaktivierung des Mods. Kiu-Chung verbreitet daraufhin das Virus. Nick und Po-Kwai beobachten in New Hong Kong die Auswirkungen der Verschmierung der gesamten Bevölkerung, bei der Menschen zu schweben beginnen, transparent werden oder sich auflösen. Beide sind sich einig, keine Angst vor der Entwicklung zu haben aber dass die Menschheit dafür noch nicht bereit ist. Als die Menschen sich exponentiell ansteigend immer weiter verschmieren verschwindet die Blase und die Sterne sind wieder zu sehen, verschmieren jedoch auch langsam. Letztendlich wird der komplette Himmel weiß.
Im Epilog ist Nick in einer Flüchtlingsunterkunft außerhalb von New Hong Kong und hat sämtliche Mods aus seinem Gehirn entfernt. Inzwischen ist ihm die künstliche Befriedigung zuwider, trotz der neu hinzugekommenen Trauer. Laut eines Berichtes breitete sich das Virus nur in New Hong Kong aus und tötete Millionen an Menschen, bevor es wieder eingedämmt werden konnte. Es bleibt unklar, ob die Blase weiterhin existiert. Es bleibt auch unklar, ob die Menschheit tatsächlich Kontakt mit dem umliegenden Universum aufgenommen hat, doch dann wieder den Kollaps auf einen einzigen Eigenzustand bevorzugte, oder dieser nur ein Teil der weiterhin vorhandenen Superposition im Einklang mit dem restlichen Universum ist. Nick ist sich unsicher, nur eine Möglichkeit inmitten unendlicher Freunde und unendlichen Leides zu sein und versucht im Frieden mit dieser Unkenntnis einzuschlafen.

## Auszeichnung
Der Roman war für den japanischen Seiun-Preis im Jahr 2000 nominiert gewesen.

## Kritik
Colin Steele schreibt in SF Commentary, dass der technische Hintergrund von Greg Egan beeindruckend sei („Egan's technical background detail is impressive“) und ein beeindruckendes Werk ergebe, doch besonders in der zweiten Hälfte unvollständig wirke („adds up to a work of staggering imagination but flawed incompleteness“). Jedoch sei abzusehen, dass sobald ihm gelinge die Würze seiner vielfach ausgezeichneten Kurzgeschichten effektiv in Romanform zu bringen, es wohl nur noch wenige mit ihm aufnehmen würden können („Once Egan harnesses the tight ness of his award-winning short sto ries to the novel structure, there will be few to equal him in the realms of imaginative fiction.“)
Thomas Christiansen schreibt auf sfbooks.com, sich unsicher zu sein wie der Roman genau zu beschrieben sei und wovon dieser handle („not quite sure what to call this story or how to describe what its about“). Jedoch sei der Schreibstil wegen des guten Flusses zu loben und da dieser die Geschichte effektiv erzähle ohne zu lang zu werden („has a nice flow and it tells the story well, without getting too long“). Dieser erinnere sogar an den von Isaac Asimov, da klar, einfach zu verstehen und dadurch fast gewöhnlich („reminds me of Asimov - it's clear and easily understandable and therefore seems ordinary“).